# Адалберт II фон Баленщет
Адалберт II (на немски: Adalbert II; * 1030; † 1080) от род Аскани е граф на Баленщет в Саксония-Анхалт.

## Биография
Той е син и наследник на граф Езико от Баленщет († 1060), родоначалник на Асканите, и на Матилда († 1032) от род Конрадини, дъщеря на Херман II, херцог на Швабия и на Герберга Бургундска, дъщеря на крал Конрад III от Бургундия.
Адалберт е споменат за пръв път след 1033 г. През 1069 г. той е граф в Нордтюринггау. Той се присъединява през 1072 г. към въстанието на саксите с командир Ото II от Нортхайм против крал Хайнрих IV.
Той се жени за Аделхайд фон Ваймар-Орламюнде († 1100), дъщеря, наследничка на Ото I, граф на Ваймар, маркграф на Майсен.
Адалберт е убит през 1080 г. (сл. 1076, пр. 1083) при караница от граф Егено II от Конрадсбург.

## Деца
Адалберт е баща на двама сина:
- Ото Богатия (* 1070/73; † 1123), наследник на асканското наследство на баща му, става граф на Баленщет, граф на Аскания и от 1112 г. херцог на Саксония
- Зигфрид от Баленщет (* 1075; † 1113), наследява от майка си Ваймар-Орламюнде; от 1097 г. е пфалцграф при Райн